# Jamsetji Tata
Jamsetji Nasarwanji Tata (en guyaratí: જમ્શેત્જી નુંસ્સેર્વાનજી ટાટા; 3 de marzo de 1839 - 19 de mayo de 1904) fue un magnate indio que fundó el Grupo Tata, el mayor conglomerado empresarial de la India. Por ello, es considerado como el «padre de la industria de la India», con un patrimonio estimado en su momento de 4 millones de dólares. Era tan influyente en el mundo de la industria que Jawaharlal Nehru se refirió a Tata como una comisión de planificación de un solo hombre.
"Cuando hay que dar la pauta en la acción, en las ideas – una pista que no encaja con el clima mismo de opinión – eso es verdadero coraje, físico o mental o espiritual, llámalo como quieras, y es este tipo de coraje y visión que mostró Jamshedji Tata. Es correcto que honremos su memoria y lo recordemos como uno de los grandes fundadores de la India moderna." —Jawaharlal Nehru
Además de ser un industrial y hombre de negocios exitoso, Sir Jamsetji era una persona de mente generosa. Era consciente de la maldición de la Revolución Industrial y quería salvar a sus compatriotas, especialmente a los trabajadores de las fábricas, de sus efectos nocivos. Para ello construyó bibliotecas, jardines, además de los molinos y proporcionó instalaciones para cuidar la salud a las población.
Nacido en una familia zoroastriana Parsi en Navsari, su familia había huido de la persecución en Persia, encontrando refugio en la India. A pesar de proceder de una familia de sacerdotes, Tata rompió la tradición para convertirse en el primer hombre de negocios de su familia, estableciendo una empresa de comercio de exportación en Bombay. La educación de Tata destacó por su influencia occidental, que recibió tras mostrar unas habilidades excepcionales en aritmética mental. Se graduó en el Elphinstone College de Bombay como «Green Scholar».
Tras trabajar en la empresa de comercio de exportación de su padre y reconocer oportunidades en la industria del algodón durante un viaje de negocios a China, Tata fundó una empresa comercial en 1868. Más tarde se aventuró en la industria textil, comprando una fábrica de aceite en quiebra y convirtiéndola en una fábrica de algodón. Las estrategias innovadoras de Tata y su compromiso con el desarrollo industrial de la India le llevaron a crear instituciones y empresas clave, como el Taj Mahal Hotel de Bombay, que fue el primer hotel con electricidad de la India, y a realizar importantes contribuciones para la creación del Indian Institute of Science, Tata Steel y Tata Power.  Fue tan influyente en el mundo de la industria que Jawaharlal Nehru se refirió a Tata como una Comisión de Planificación unipersonal. 
Tata fue un filántropo, sobre todo en los campos de la educación y la sanidad. Sus donaciones y fundaciones sentaron las bases de la industria y la filantropía indias modernas. El legado de Tata incluye la ciudad de Jamshedpur, bautizada en su honor, y un impacto duradero en el panorama industrial y social de la India. Se casó con Hirabai Daboo, y sus hijos, Dorabji Tata y Ratanji Tata, continuaron su legado dentro del Grupo Tata. Las contribuciones de Tata fueron reconocidas a título póstumo, como el primer puesto en la lista de «Hurun Philanthropists of the Century» (2021) por un total de donaciones de 102 000 millones de dólares (a precios de 2021) con el inicio de sus dotaciones clave allá por 1892.

## Primeros años
Jamsetji Tata nació en una familia parsi en Navsari, un pequeño pueblo al sur de Gujarat, en la India. Su padre Nasarwanji Tata fue el primer empresario en una familia de sacerdotes zoroastras parsi. Comenzó como comerciante en Bombay. Jamsetji se unió a su padre en Bombay a la edad de 14 años.
Estudió en el Elphinstone College de la Universidad de Bombay. Se casó con Hirabai Daboo, cuando todavía era estudiante. Se graduó en 1858 y se unió a la compañía de su padre. Fue una época turbulenta para hacer negocios, pues la rebelión en la India de 1857 acababa de ser suprimida por el gobierno británico.
Nusserwanji Tata quería que su hijo formara parte de este negocio, así que lo envió a China para que conociera el negocio allí y los detalles sobre el comercio del opio. Sin embargo, cuando Tata viajó por China, empezó a darse cuenta de que la industria del algodón estaba en auge y había posibilidades de obtener grandes beneficios.

## Negocios

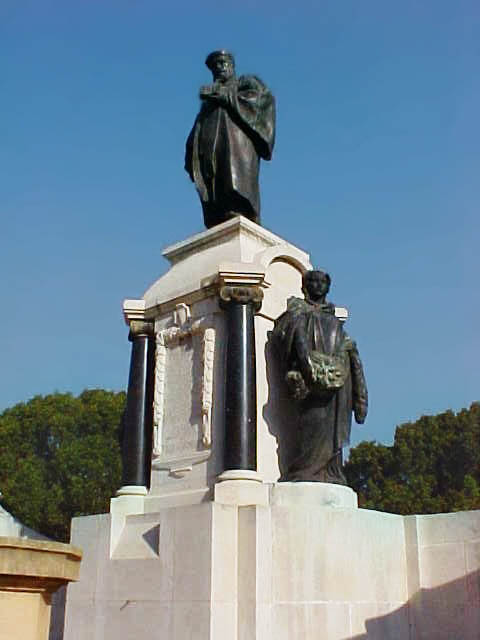
Estatua de J. N. Tata en el Indian Institute of Science.

Jamsetji trabajó en la empresa de su padre hasta los 29 años. En 1868, fundó una empresa con un capital semilla de Rs. 21.000 (valorado en US$52 millones a precios de 2015). En 1869, compró un molino de aceite en quiebra en Chinchpokli, al sur de Bombay, y lo convirtió en una fábrica de algodón que renombró Alexandra Mill. Dos años más tarde, vendió la fábrica con una buena ganancia. Luego, estableció una fábrica de algodón en Nagpur en 1874 (Central India Spinning, Weaving, and Manufacturing Company). 
Nagpur porque le pareció un lugar adecuado para establecer la empresa. Debido a esta ubicación poco convencional, la gente de Bombay despreció a Tata por no haber tomado la decisión inteligente de emprender el negocio del algodón en Bombay, conocida como la "Algodonópolis" de la India. No entendían por qué se había ido a la ciudad subdesarrollada de Nagpur para iniciar un nuevo negocio.
Sin embargo, la elección de Nagpur por parte de Tata le llevó al éxito. A diferencia de Bombay, la tierra en Nagpur era barata y estaba fácilmente disponible para los recursos. Había abundantes productos agrícolas, la distribución era fácil, y la tierra barata más tarde llevó a la convergencia de los ferrocarriles en Nagpur, que desarrolló aún más la ciudad. Poco después, en 1877, Tata estableció una nueva fábrica de algodón, "Empress Mill", cuando la reina Victoria fue proclamada emperatriz de la India el 1 de enero de 1877.
Tenía cuatro objetivos en la vida: crear una empresa siderúrgica, una institución educativa de categoría mundial, un hotel único y una central hidroeléctrica. Sólo el hotel se hizo realidad durante su vida, con la inauguración del Taj Mahal Hotel en el paseo marítimo de Colaba en Bombay el 3 de diciembre de 1903 con un coste de ₹11 millones (por valor de ₹11.000 millones a precios de 2015). En aquella época era el único hotel de India que disponía de electricidad.
En 1885, Tata fundó otra empresa en Pondicherry con el único propósito de distribuir textiles indios a las colonias francesas cercanas y no tener que pagar derechos; sin embargo, esto fracasó debido a una demanda insuficiente de telas. Esto lo llevó a comprar Dharamsi Mills en Kurla en Bombay y luego a revenderlo para comprar Advance Mills en Ahmedabad. Tata la llamó Advance Mills porque era una de las fábricas con mayor tecnología de la época. Además de su tecnología, la empresa dejó un gran efecto en la ciudad de Ahmedabad porque Tata hizo un esfuerzo por integrar la fábrica dentro de la ciudad para brindar crecimiento económico a su comunidad. A través de estas numerosas contribuciones, Tata hizo avanzar la industria textil y algodonera en la India. Jamshedji Tata siguió siendo una figura importante en el mundo industrial incluso en las últimas etapas de su vida. Más tarde, Tata se convirtió en un firme partidario del swadeshismo. 
El Movimiento Swadeshi no comenzó hasta 1905; sin embargo, Tata representó estos mismos principios durante todo el tiempo que estuvo vivo. Swadeshi fue un movimiento político en la India británica que fomentó la producción de bienes nacionales y el boicot de bienes importados. Totalmente impresionado por sus principios, Tata nombró a su nueva fábrica de algodón construida en Bombay "Swadeshi Mill". La idea original de esta nueva fábrica era producir telas más finas, como las que vienen de Mánchester. Mánchester era famosa por producir telas más suaves y el público ya no prefería el material tosco producido en la India. 
Tata quería producir telas de calidad comparable a la de Mánchester en un intento de reducir el número de importaciones procedentes del exterior. Tenía la visión de que la India fuera el principal fabricante de todo tipo de telas y, a largo plazo se convirtiera en exportador.  Quería que la India fuera el único fabricante de las telas finas por las que eran famosos los tejedores primitivos de la India. Tata comenzó a experimentar con varias formas de mejorar el cultivo de algodón en diferentes partes de la India. Creía que adoptar el método de cultivo utilizado por los ryot egipcios, famosos por su suave algodón, permitiría a la industria algodonera de la India alcanzar estos objetivos. Tata fue el primero en introducir el husillo anular en sus molinos, que pronto sustituyó al acelerador que antiguamente utilizaban los fabricantes. 
Entre otros proyectos notables de Jamsetji se encuentra una enorme industria para generar electricidad a partir de las rápidas cascadas de los Ghats occidentales, cuya primera piedra fue colocada por el gobernador en Lanoli el 8 de febrero de 1911. Con esto, se empezaron a cubrir todas las necesidades eléctricas de Bombay.
No obstante, las bases fundadas por él y el trabajo arduo de sus sucesores aseguraron que cada una de las ideas fuera finalmente establecidas con el tiempo y, en la actualidad, son entidades respetables en sus respectivos campos:
- Tata Steel (anteriormente, TISCO o Tata Iron and Steel Company Limited) es el primer fabricante de acero en Asia e India y el quinto en el mundo, después de comprar al grupo anglo-holandés Corus, con una producción anual de 28 millones de toneladas de acero.[15]
- El Indian Institute of Science
- El Tata Institute of Fundamental Research fue fundado por el dr. Homi Bhabha. Dr. Homi Bhabha solicitó apoyo a J.R.D Tata para crear una institución científica, la cual fue fundada en 1945.[16]
- Tata Power es la mayor empresa privada de generación de electricidad en la India, con una capacidad de generación de más de 2300 MW.[17]

Entre sus iniciativas notables que hizo fructificar durante su vida se encuentra el histórico Taj Mahal Palace & Tower en el distrito de Colaba en Bombay. El hotel fue finalizado con un coste de 11.475.496.284 rupias (£160.962.295) en precios de 2010.

## Vida personal
Tata se casó con Hirabai Daboo. Sus hijos, Dorabji Tata y Ratanji Tata, sucedieron a Tata como presidentes del Grupo Tata.
El primo hermano de Tata era Ratanji Dadabhoy Tata, que desempeñó un papel importante en la creación del Grupo Tata. Su hermana Jerbai, casada con un comerciante de Bombay, se convirtió en la madre de Shapurji Saklatvala, a quien Tata empleó en la prospección de carbón y mineral de hierro en Odisha y Bihar. Saklatvala se instaló posteriormente en Inglaterra, al principio para dirigir la oficina de Tata en Manchester, y más tarde se convirtió en miembro del comunista del Parlamento británico.
A través de su primo, Ratanji Dadabhoy, era tío del empresario J. R. D. Tata y de Sylla Tata; esta última estaba casada con Dinshaw Maneckji Petit, el tercer baronet de Petits. La hermana del baronet Rattanbai Petit, fue la esposa de Muhammad Ali Jinnah, el fundador de Pakistán. 

## Muerte
Mientras estaba en un viaje de negocios en Alemania, Tata enfermó seriamente y falleció en Bad Nauheim el 19 de mayo de 1904. Fue sepultado en un cementerio parsi en Woking, Inglaterra.